# نیوفیلد هملت (نیویورک)
نیوفیلد هملت (به انگلیسی: Newfield Hamlet) یک منطقهٔ مسکونی در ایالات متحده آمریکا است که در شهرستان تامپکینز، نیویورک واقع شده‌است. نیوفیلد هملت ۳٫۲ کیلومتر مربع مساحت و ۷۵۹ نفر جمعیت دارد.